# Herlufmagle
Herlufmagle er en lille by på Sydsjælland med 1.506 indbyggere  (2024). Herlufmagle er beliggende i Herlufmagle Sogn to kilometer nord for Gelsted, fem kilometer nordvest for Fensmark og 10 kilometer nord for Næstved, ved jernbanen Ringsted-Næstved. Stationen er nedlagt. Byen tilhører Næstved Kommune og er beliggende i Region Sjælland.
Herlufmagle Kirke og Herlufmagle Skole ligger i byen. 
Tidligere var der placeret en Jehovas Vidners Stævnehal lidt udenfor byen mod Ringsted - Denne er frasolgt i sommeren 2021